# Simona Atzori
Simona Atzori (Milano, 18 giugno 1974) è una pittrice, ballerina e scrittrice italiana.

## Biografia
Figlia di genitori sardi, nata a Milano e residente a Gerenzano, pur essendo priva di braccia dalla nascita ha intrapreso le attività di pittrice e di ballerina classica. Nel 2001 si è laureata in Arti visive alla University of Western Ontario a London (Canada). Nel 2006 ha danzato alla cerimonia di apertura delle paralimpiadi 2006 di Torino. Il 17 febbraio 2012 si è esibita con il violinista David Garrett, nella coreografia di apertura della quarta serata del Festival di Sanremo 2012, curata da Daniel Ezralow.

## Opere letterarie
- Cosa ti manca per essere felice?, Mondadori, 2017
- Dopo di te, Mondadori, 2014
- La strada nuova: Diventare protagonisti della propria vita, Giunti, 2018